# Jasenice (ort i Kroatien)
Jasenice är en ort i Kroatien.   Den ligger i länet Dubrovnik-Neretvas län, i den sydöstra delen av landet, 400 km söder om huvudstaden Zagreb. Jasenice ligger 459 meter över havet och antalet invånare är 1 230.
Terrängen runt Jasenice är kuperad åt nordost, men åt sydväst är den platt. Havet är nära Jasenice åt sydväst. Runt Jasenice är det glesbefolkat, med 12 invånare per kvadratkilometer. Närmaste större samhälle är Dubrovnik, 15,7 km väster om Jasenice. Trakten runt Jasenice består i huvudsak av gräsmarker.